# HelloFresh
HelloFresh is een internationaal opererend bedrijf dat maaltijdboxen aan huis bezorgt. Het bedrijf werd in 2011 in Berlijn opgericht door Dominik Richter, Thomas Griesel en Jessica Nilsson.

## Activiteiten
In 2012 werden de eerste klanten van maaltijdboxen voorzien in Duitsland, Oostenrijk, Australië, Nederland en het Verenigd Koninkrijk. In 2013 volgde de Verenigde Staten en in 2015 België. In 2021 was het actief in totaal 17 landen. Ruim de helft van de omzet wordt behaald in de Verenigde Staten. De inkoopkosten van maaltijden maakt ongeveer een derde van de totale omzet uit.
| Jaar | Omzet  | Netto- resultaat | Actieve klanten | Aantal orders | Gemiddelde orderwaarde |
| ---- | ------ | ---------------- | --------------- | ------------- | ---------------------- |
| 2018 | € 1279 | € -82,8          | 2,0             | 27,1          | -                      |
| 2019 | € 1809 | € -10,1          | 3,0             | 37,5          | € 48,2                 |
| 2020 | € 3750 | € 369,1          | 5,3             | 74,3          | € 50,4                 |
| 2021 | € 5993 | € 250,7          | 7,2             | 117,3         | € 51,0                 |
| 2022 | € 7607 | € 125,1          | 7,1             | 125,1         | € 60,5                 |

Grootaandeelhouder was Rocket Internet, dat ook aan de basis heeft gestaan van Zalando. In 2019 verkocht Rocket Internet in twee grote transacties al zijn aandelen in HelloFresh. HelloFresh heeft sinds 2017 een notering aan de aandelenbeurs van Frankfurt.